# Nyctemera doubledayi
Nyctemera doubledayi är en fjärilsart som beskrevs av Walker 1854. Nyctemera doubledayi ingår i släktet Nyctemera och familjen björnspinnare. Inga underarter finns listade i Catalogue of Life.

## Bildgalleri

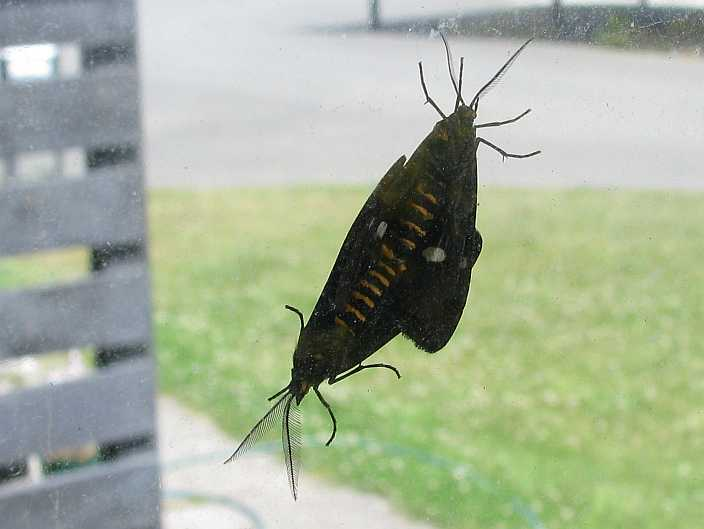
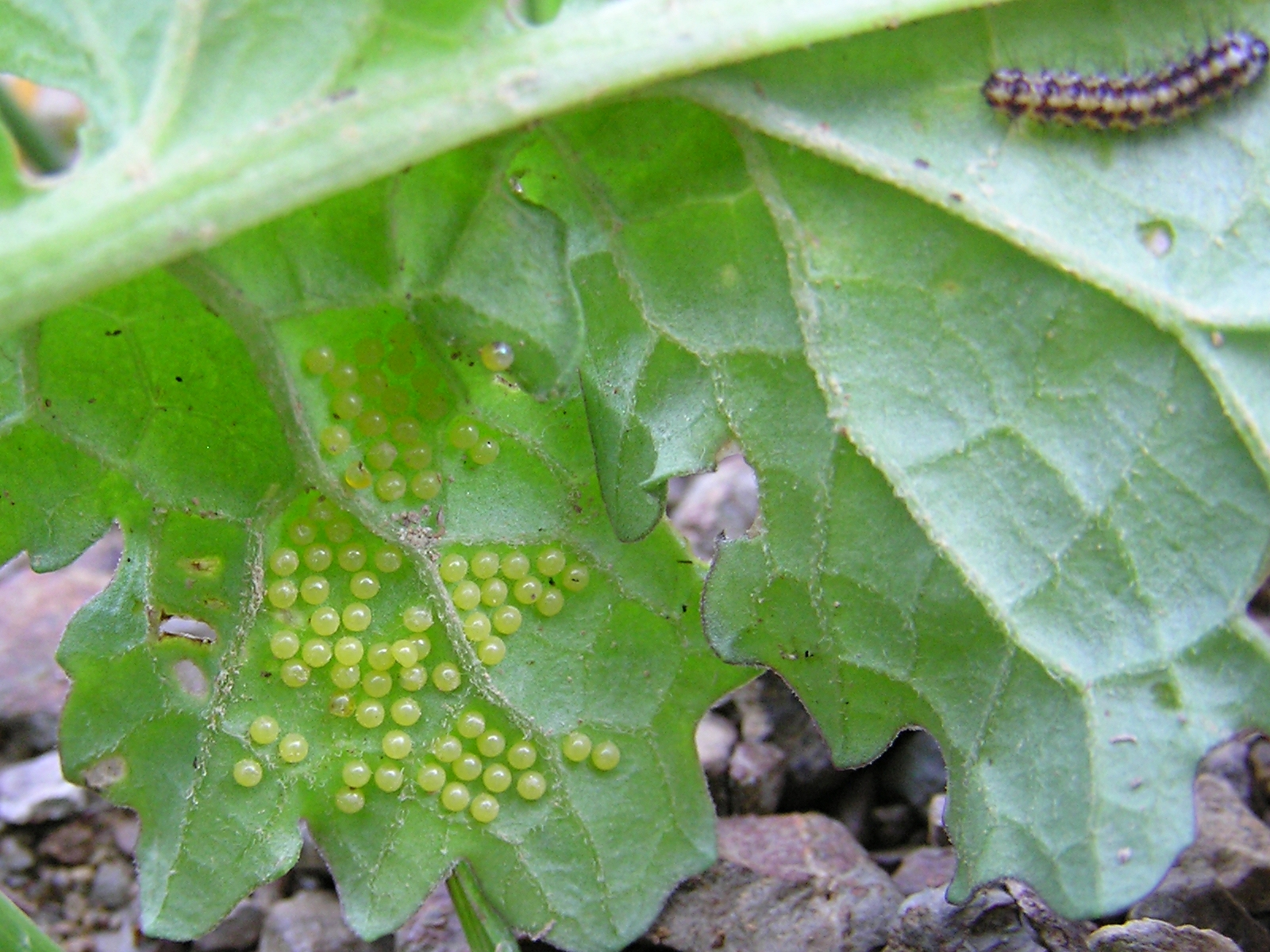
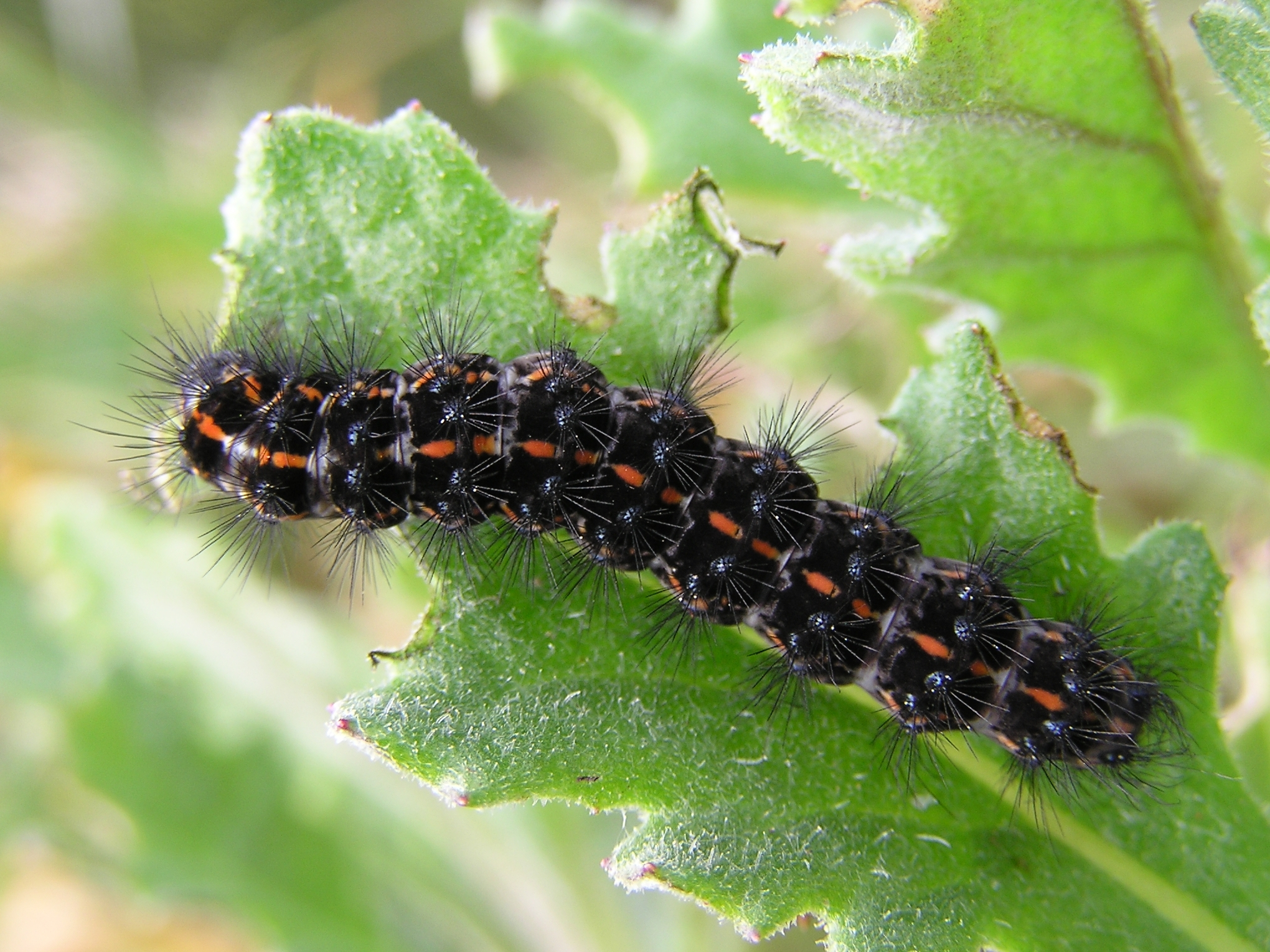
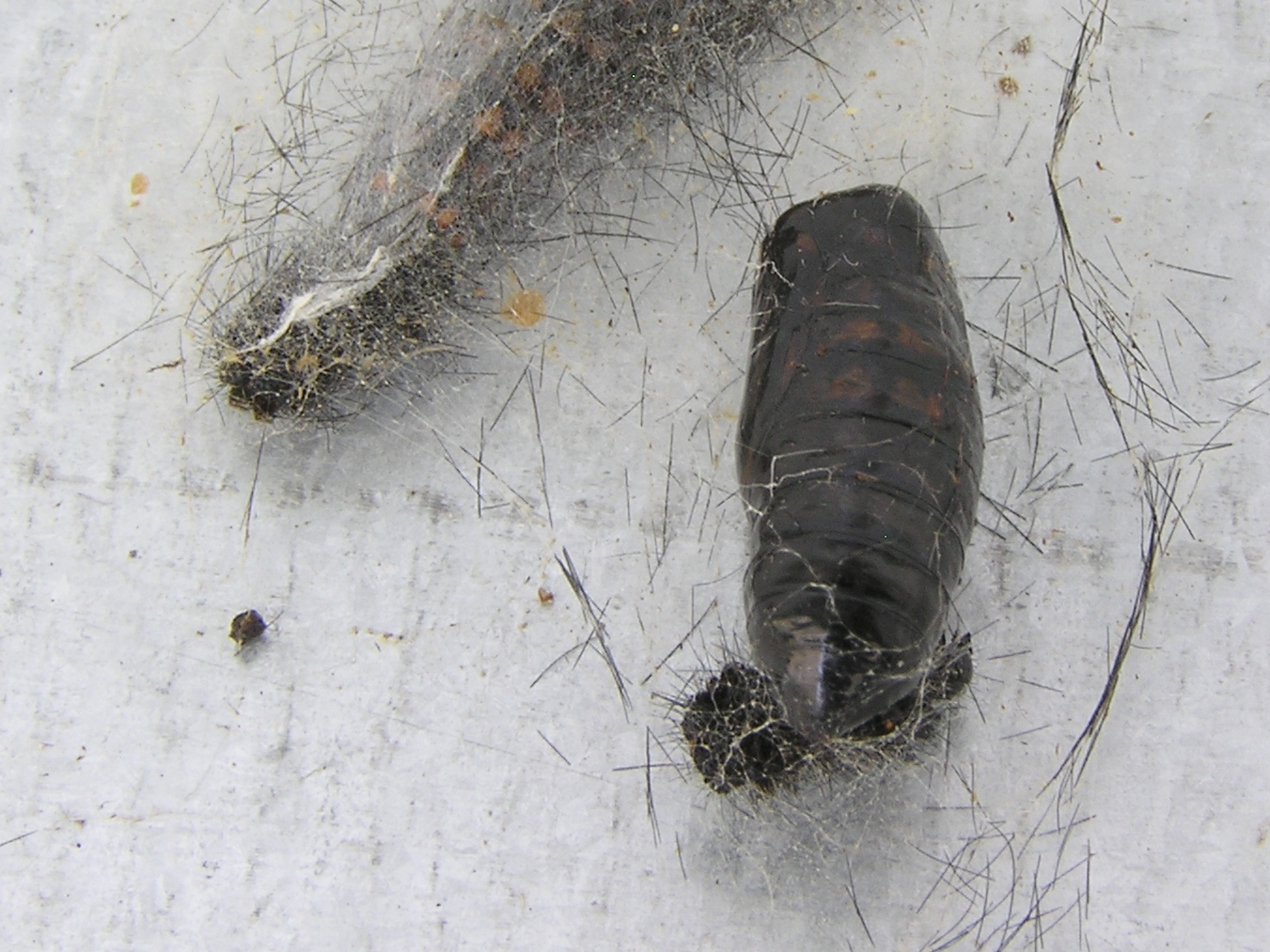
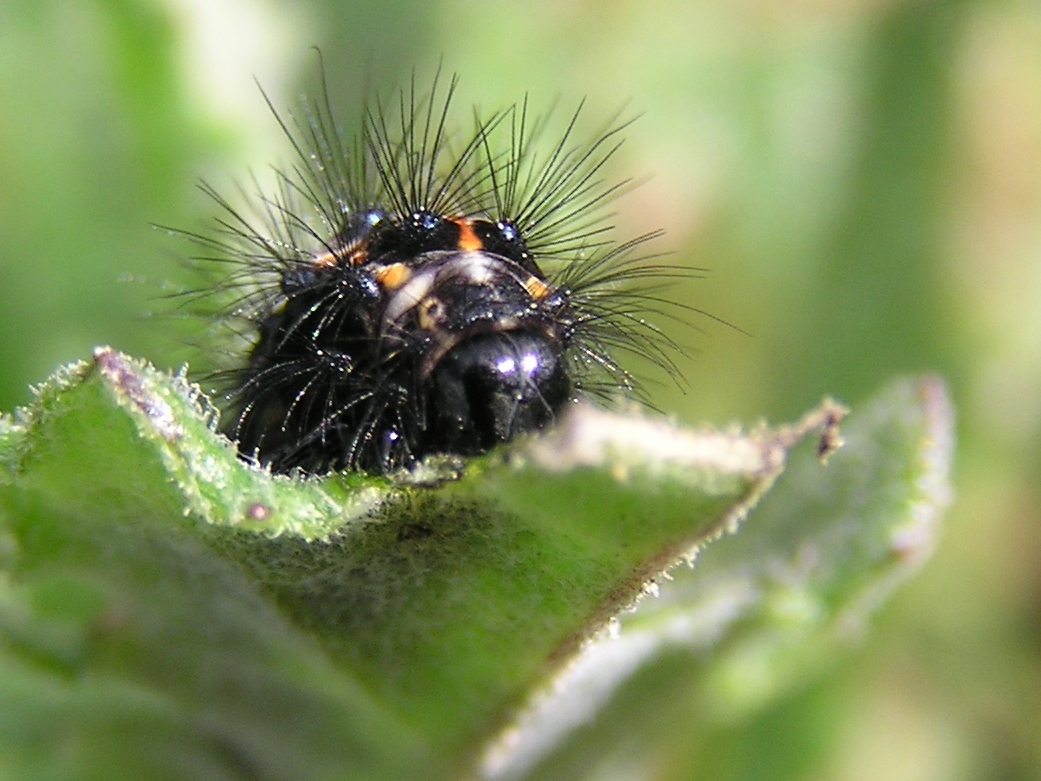
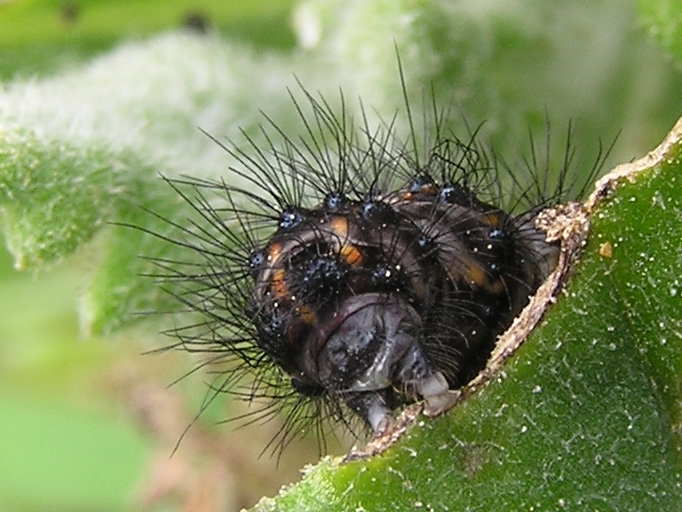